# De Korfrakkers
De Korfrakkers is een Nederlandse dameskorfbalvereniging uit Erp. De club is meerdere malen Nederlands kampioen dameskorfbal geworden.

## Geschiedenis
De club is opgericht op 1 november 1964 en startte in eerste instantie onder een andere clubnaam, namelijk Swift. Pas later is de naam veranderd naar De Korfrakkers.
In 1983 had de club het lastig, aangezien een groot aantal leden had aangegeven te stoppen waardoor het voortbestaan van de vereniging in het geding kwam. In 1985 groeide de club vanuit de jeugd (pupillen en aspiranten) waardoor de club een gezonder ledenaantal kreeg.
Sinds 1994 betrad het 1e team de Hoofdklasse, de hoogste klasse in het nationale dameskorfbal. Vanaf 2003-2004 brak de club door en won hierna verschillende nationale titels en groeide uit tot 1 van de meest succesvolste dameskorfbalclubs.

## Erelijst
- Nederlands kampioen veldkorfbal, 7x (2004, 2006, 2008, 2012, 2014, 2016, 2019)
- Nederlands kampioen zaalkorfbal, 10x (2006, 2007, 2008, 2009, 2011, 2012, 2015, 2016, 2017, 2018)
- Nederlands Bekerkampioen, 8x (2006, 2007, 2008, 2009, 2012, 2014, 2015, 2016)